# Unidos da Esperança
Unidos da Esperança é uma escola de samba de Cabo Frio. Atualmente, encontra-se inativa, mas no mesmo bairro, com cores parecidas, há a Acadêmicos do Jardim Esperança, que segue ativa.

## História
Foi campeã do grupo de acesso em 2010, e abriu a segunda noite de desfiles do Grupo Especial em 2011, segunda-feira, dia 7/03 (primeira entre quatro escolas).

## Segmentos

### Presidentes
| Nome                        | Mandato        | Ref.  |
| --------------------------- | -------------- | ----- |
| Sebastião Monteiro da Silva | ? - atualidade | [ 3 ] |